# 長良川鉄道ナガラ2形気動車
長良川鉄道ナガラ2形気動車 （ながらがわてつどうナガラ2がたきどうしゃ）は、1994年（平成6年）に1両が製造された長良川鉄道の気動車である。ナガラ200形と表記されることもある。

## 概要
1986年（昭和61年）12月に国鉄越美南線を第三セクター鉄道に転換して開業した長良川鉄道では、配置12両、使用11両の体制で運用を続けてきたが、開業後約10年を経て、車両の老朽化による保守時間の増大、踏切が多い路線形態による踏切事故による休車などが発生し、予備車1両では運用に支障をきたすおそれがあり、予備車確保のため1994年（平成6年）12月に前面貫通、両運転台、トイレなし、セミクロスシートのナガラ2形1両が富士重工業で製造された。

## 構造

### 車体

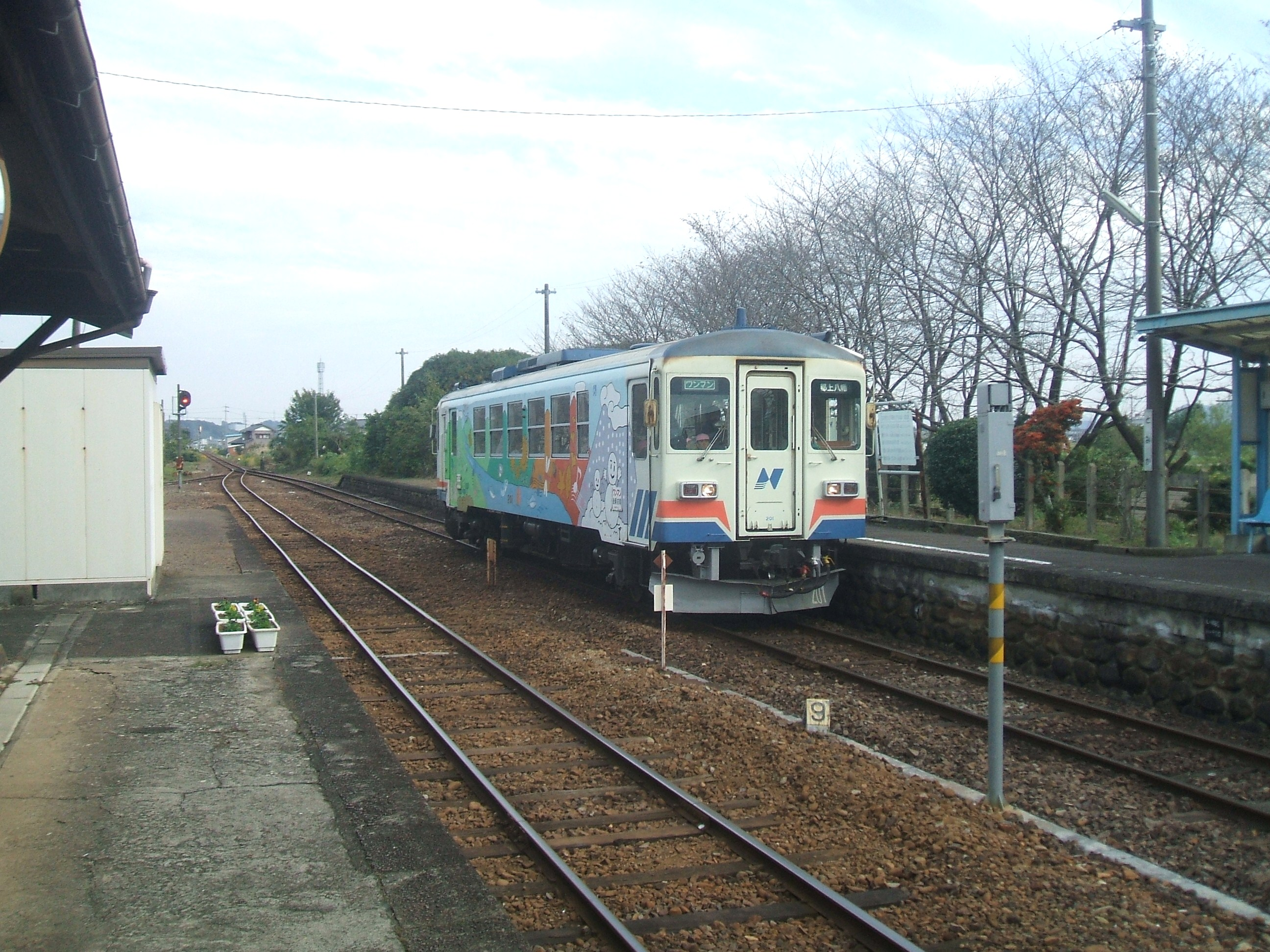
富加駅に停車するナガラ201
こちら側の側面は、一番手前の窓の幅が狭い

開業時から使用されていたナガラ1形は、富士重工業製のレールバスLE-Car IIをベースとしていた。LE-Car IIでは製造コスト低減のためバス用の部品を多用していたが、モノコック構造のバスが製造されなくなったことから、鉄道車両の構造をもつLE-DCと呼ばれるやや大型の車両に移行しており、ナガラ2形もLE-DCの派生形と位置付けられる。
車体長は16,000 mm、乗務員室は左隅で、乗務員室がある部分のみ乗務員扉が設けられた。客用扉の引き戸が片側2か所、両車端に設けられた。扉間に上段固定、下段上昇の窓6組が設置されたが、北濃向きを向いて右側面の北濃方運転台寄りの1枚は窓幅が狭い。車体外部は沿線市町村の一般公募で選ばれた長良川の四季をテーマにしたものになった。
車内はセミクロスシートでトイレは設置されなかった。北濃方を向いて右側は2人掛け、左側は4人掛けで各3組が設けられ、車椅子スペースも設置された。

### 走行装置

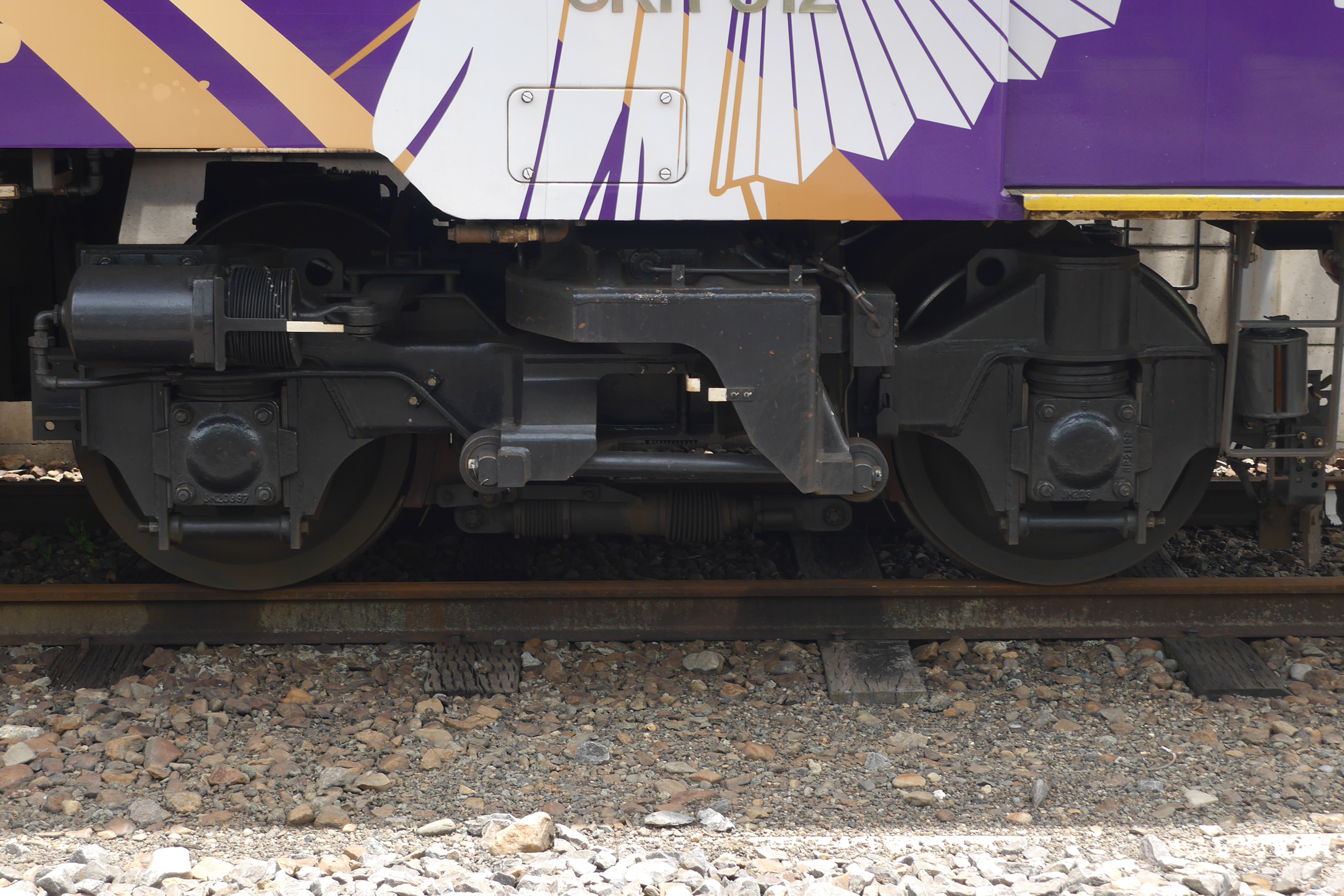
FU34系台車
写真は信楽高原鐵道SKR310形のFU34KD

エンジンは日産ディーゼル製PE6HT03Aディーゼルエンジン（定格出力184 kW / 1,900 rpm）を1基搭載、動力はSCAR0.91B液体変速機を介して台車に伝達される。1速から2速へは自動で変速される。
抑速用として機関ブレーキと排気ブレーキを備える。前位側台車は2軸駆動の動台車FU34DD、後位側は付随台車FU34DTで、いずれも枕ばねが上枕式の空気ばね、軸箱支持は軸ばね式である。制動装置はSME三管式直通ブレーキが採用された。

### 空調装置
暖房装置はエンジン排熱を利用した温風式である。能力27.6 kW（24,000 kcal/h）のIBCU-50が1基搭載された。

## 車歴
| 形式    | 車両番号 | 製造       | 廃車   |
| ------- | -------- | ---------- | ------ |
| ナガラ2 | 201      | 1994年12月 | 2019年 |

## 運用

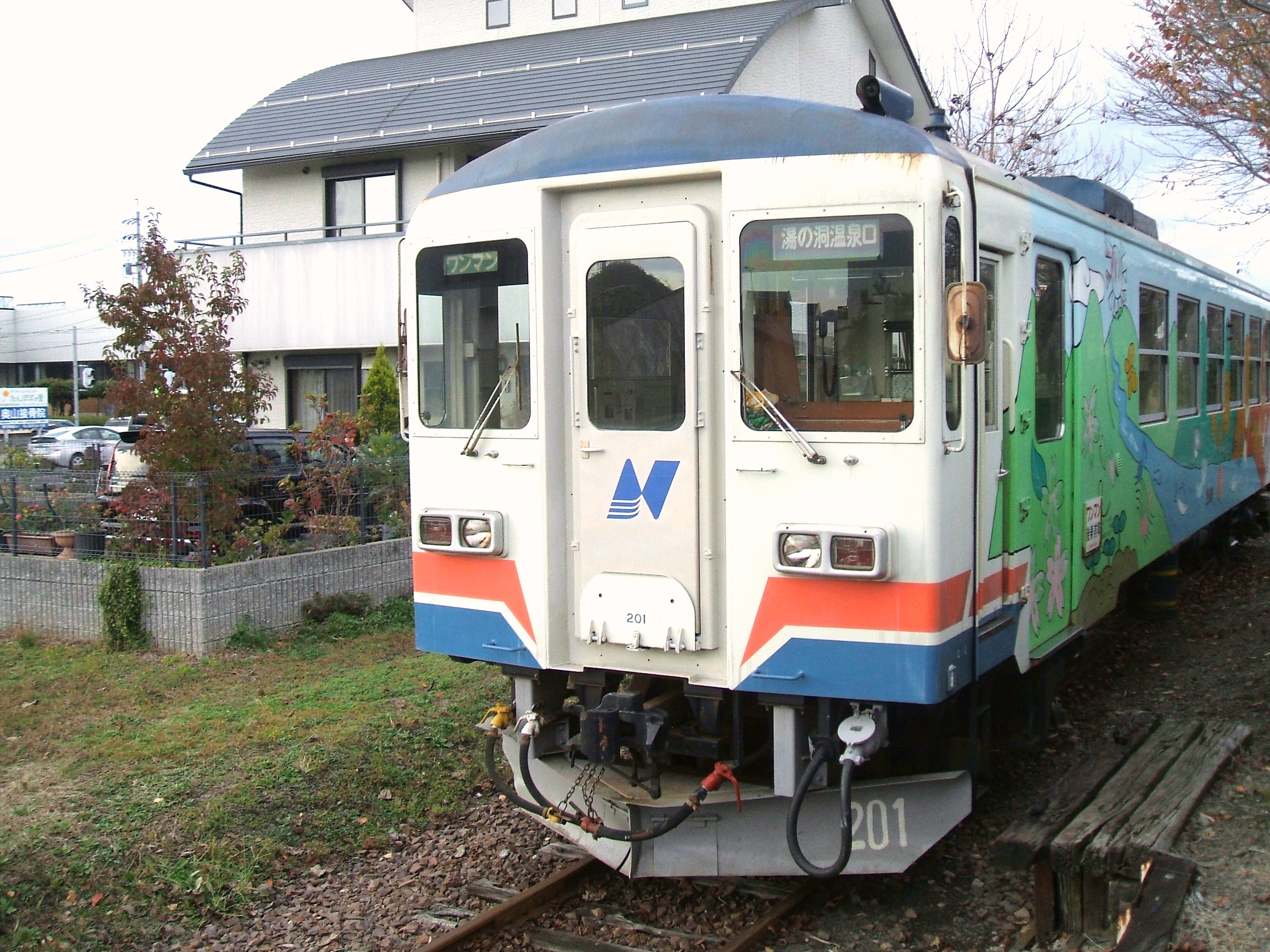
後年は貫通幌が取り外されていた

長良川鉄道開業後約10年を経て、車両の老朽化による保守時間の増大・踏切が多い路線形態による踏切事故による休車などが発生し、予備車1両では運用に支障をきたすおそれがあることから、ナガラ2形1両が製造された。
1995年（平成7年）1月1日から運用を開始し、長良川鉄道で初めてのセミクロスシート車であることからイベント列車に優先的に使用された。
諸般の事情によりさよなら運転は行われず、2019年（令和元年）に引退した。

### 書籍
- 寺田 祐一『私鉄気動車30年』JTBパブリッシング、2006年。ISBN 4-533-06532-5。

### 雑誌記事
- 『鉄道ピクトリアル』通巻480号「新車年鑑1987年版」（1987年5月・電気車研究会）
  - 「’86年のニューフェイスたち 民鉄車両」 pp. 13-20

- 『鉄道ピクトリアル』通巻515号「<特集> 台車」（1989年8月・電気車研究会）
  - 吉川文夫「日本の鉄道車両 台車の歴史過程」 pp. 10-15

- 『鉄道ジャーナル』通巻342号（1995年4月・鉄道ジャーナル社）
  - 徳田 耕一「長良川鉄道に新型軽快気動車 – ナガラ2形が登場」 pp. 96

- 『鉄道ピクトリアル』通巻612号「新車年鑑1995年版」（1995年10月・電気車研究会）
  - 藤井 信夫、大幡 哲海、岸上 明彦「各社別車両情勢」 pp. 86-101
  - 長良川鉄道（株）検修区長 坂井 忠義「長良川鉄道 ナガラ2形」 pp. 124
  - 「民鉄車両諸元表」 pp. 182-184
  - 「1994年度車両動向」 pp. 184-196

- 『鉄道ピクトリアル』通巻658号「<特集> レールバス」（1998年9月・電気車研究会）
  - 「第三セクター・私鉄向け 軽快気動車の発達 富士重工業」 pp. 28-31
  - 高嶋修一「第三セクター・私鉄向け軽快気動車の系譜」 pp. 42-55

- 『レイルマガジン』通巻230号付録（2002年11月・ネコ・パブリッシング）
  - 岡田誠一「民鉄・第三セクター鉄道 現有気動車ガイドブック2002」 pp. 1-32

- 『レイルマガジン』通巻250号（2004年7月・ネコ・パブリッシング）
  - 寺田 祐一「私鉄・三セク気動車 141形式・585輌の今!」 pp. 4-50

### Web資料
- “車両のご紹介”.   長良川鉄道. 2017年10月15日閲覧。